# Giuseppe Calcagno
Giuseppe Calcagno (Milazzo, 12 ottobre 1818 – Resìna, 18 novembre 1903) è stato un politico italiano.
Fu senatore del Regno d'Italia nella XIV legislatura.